# WTA de Oeiras
O WTA de Oeiras – ou Portugal Open, na última edição – foi um torneio de tênis profissional feminino, de nível WTA International.
Realizado em Oeiras, no distrito de Lisboa, em Portugal, estreou em 1989 e retornou em 1999, depois de um hiato. Os jogos eram disputados em quadras de saibro durante o mês de abril. Depois de 2014, foi substituído pelo WTA de Praga.
Em registros da WTA, já foi chamado também de WTA de Lisboa e WTA de Estoril, o que só depende do referencial. Nunca saiu do Centro Desportivo Nacional do Jamor, onde está o Estádio Nacional, que se localiza em Oeiras.

## Finais

### Simples
| Ano                                     | Campeã                   | Vice-campeã            | Resultado      |
| --------------------------------------- | ------------------------ | ---------------------- | -------------- |
| 2014                                    | Carla Suárez Navarro     | Svetlana Kuznetsova    | 6–4, 3–6, 6–4  |
| 2013                                    | Anastasia Pavlyuchenkova | Carla Suárez Navarro   | 7–5, 6–2       |
| 2012                                    | Kaia Kanepi              | Carla Suárez Navarro   | 3–6, 7–66, 6–4 |
| 2011                                    | Anabel Medina Garrigues  | Kristina Barrois       | 6–1, 6–2       |
| 2010                                    | Anastasija Sevastova     | Arantxa Parra Santonja | 6–2, 7–5       |
| 2009                                    | Yanina Wickmayer         | Ekaterina Makarova     | 7–5, 6–2       |
| 2008                                    | Maria Kirilenko          | Iveta Benešová         | 6–4, 6–2       |
| 2007                                    | Gréta Arn                | Victoria Azarenka      | 2–6, 6–1, 7–63 |
| 2006                                    | Zheng Jie                | Li Na                  | 56–7, 7–5, ab. |
| 2005                                    | Lucie Šafářová           | Li Na                  | 46–7, 6–4, 6–3 |
| 2004                                    | Émilie Loit              | Iveta Benešová         | 7–5, 7–61      |
| 2003                                    | Magüi Serna              | Julia Schruff          | 6–4, 6–1       |
| 2002                                    | Magüi Serna              | Anca Barna             | 6–4, 6–2       |
| 2001                                    | Ángeles Montolio         | Elena Bovina           | 3–6, 6–3, 6–2  |
| 2000                                    | Anke Huber               | Nathalie Dechy         | 6–2, 1–6, 7–5  |
| 1999                                    | Katarina Srebotnik       | Rita Kuti-Kis          | 6–3, 6–1       |
| Torneio não realizado entre 1998 e 1991 |                          |                        |                |
| 1990                                    | Federica Bonsignori      | Laura Garrone          | 2–6, 6–3, 6–3  |
| 1989                                    | Isabel Cueto             | Sandra Cecchini        | 7–6, 6–2       |

### Duplas
| Ano                                     | Campeãs                                 | Vice-campeãs                                  | Resultado        |
| --------------------------------------- | --------------------------------------- | --------------------------------------------- | ---------------- |
| 2014                                    | Cara Black Sania Mirza                  | Eva Hrdinová Valeria Solovyeva                | 6–4, 6–3         |
| 2013                                    | Chan Hao-ching Kristina Mladenovic      | Darija Jurak Katalin Marosi                   | 7–63, 6–2        |
| 2012                                    | Chuang Chia-jung Zhang Shuai            | Yaroslava Shvedova Galina Voskoboeva          | 4–6, 6–1, [11–9] |
| 2011                                    | Alisa Kleybanova Galina Voskoboeva      | Eleni Daniilidou Michaëlla Krajicek           | 6–4, 6–2         |
| 2010                                    | Sorana Cîrstea Anabel Medina Garrigues  | Vitalia Diatchenko Aurélie Védy               | 6–1, 7–5         |
| 2009                                    | Raquel Kops-Jones Abigail Spears        | Sharon Fichman Katalin Marosi                 | 2–6, 6–3, [10–5] |
| 2008                                    | Maria Kirilenko Flavia Pennetta         | Mervana Jugić-Salkić İpek Şenoğlu             | 6–4, 6–4         |
| 2007                                    | Andreea Ehritt-Vanc Anastasia Rodionova | Lourdes Domínguez Lino Arantxa Parra Santonja | 6–3, 6–2         |
| 2006                                    | Li Ting Sun Tiantian                    | Gisela Dulko María Sánchez Lorenzo            | 6–2, 6–2         |
| 2005                                    | Li Ting Sun Tiantian                    | Michaëlla Krajicek Henrieta Nagyová           | 6–3, 6–1         |
| 2004                                    | Emmanuelle Gagliardi Janette Husárová   | Olga Blahotová Gabriela Navrátilová           | 6–3, 6–2         |
| 2003                                    | Petra Mandula Patricia Wartusch         | Maret Ani Emmanuelle Gagliardi                | 36–7, 7–63, 6–2  |
| 2002                                    | Elena Bovina Zsófia Gubacsi             | Barbara Rittner María Vento-Kabchi            | 6–3, 6–1         |
| 2001                                    | Květa Hrdličková Barbara Rittner        | Tina Križan Katarina Srebotnik                | 3–6, 7–5, 6–1    |
| 2000                                    | Tina Križan Katarina Srebotnik          | Amanda Hopmans Cristina Torrens Valero        | 6–0, 7–69        |
| 1999                                    | Alicia Ortuño Cristina Torrens Valero   | Rita Kuti-Kis Anna Földényi                   | 7–64, 3–6, 6–3   |
| Torneio não realizado entre 1998 e 1991 |                                         |                                               |                  |
| 1990                                    | Patricia Tarabini Sandra Cecchini       | Carin Bakkum Nicole Muns-Jagerman             | 1–6, 6–2, 6–3    |
| 1989                                    | Iva Budařová Regina Kordová             | Conchita Martínez Gabriela Castro             | 6–2, 6–4         |